# امسر (لودر)

تعديل مصدري - تعديل

امسر هي إحدى قرى عزلة زارة بمديرية لودر التابعة لمحافظة أبين، بلغ تعداد سكانها 140 نسمة حسب تعداد اليمن لعام 2004.